# Acrisis minutessima
Acrisis minutessima är en stekelart som först beskrevs av William Harris Ashmead 1900.  Acrisis minutessima ingår i släktet Acrisis och familjen bracksteklar. Inga underarter finns listade i Catalogue of Life.